# سورة بان
سورة بان هي قرية في مقاطعة سردشت، إيران. يقدر عدد سكانها بـ 38 نسمة بحسب إحصاء 2016.